# Azio Corghi
Azio Corghi (Cirié, 9 de março de 1937 – Guidizzolo, 17 de novembro de 2022) foi um compositor de ópera italiano, bem como professor e musicólogo. Estudou nos conservatórios de Turim e Milão e foi pupilo de Bruno Bettinelli. Foi professor de composição dos mais notáveis compositores contemporâneos italianos, incluindo Silvia Colasanti, Ludovico Einaudi e Fabio Mengozzi.

## Ópera, teatro e ballet
- Gargantua (1984), ópera lirica em dois atos, libreto de Augusto Frassinetti e François Rabelais
- Mazapegul (1985), ballet para octeto vocal e oboé
- Blimunda (1989), ópera lírica em 3 atos baseado no Memorial do convento de José Saramago
- Un petit train de plaisir (1991), ballet Péchés de vieillesse de Gioachino Rossini
- Divara ("Wasser und Blut") (1993), drama musical em 3 atos baseado no drama teatral In nomine Dei de José Saramago
- Isabella (1996), teen-opera da L'Italiana in Algeri de Gioachino Rossini
- Rinaldo & C. (1997), Baroccopera Rinaldo de Georg Friedrich Händel
- Tat’jana (1999), drama lirico Tat’jana Repina de Anton Cechov
- Sen'ja (2002), drama lirico Sulla strada maestra de Anton Cechov
- Il dissoluto assolto (2005), um ato com libreto de Azio Corghi e José Saramago

## Música sinfónica
- …in fieri (1968) para orquestra
- Alternanze (1970) para orquestra
- Il pungolo di un amore (1990), concerto para oboé e arco
- La cetra appesa (1994), cantata
- La morte di Lazzaro (1995), com texto de José Saramago
- Rapsodia in Re (D) (1998)
- Amori incrociati (2000)
- Cruci-Verba (2001) O Evangelho segundo Jesus Cristo de José Saramago
- De paz e de guerra (2002) texto de José Saramago
- "Fero Dolore" (2005).

## Música de câmara
- Ricordando te, lontano (1963)
- Stereofonie x 4 (1967)
- Actus I (1975)
- Actus II (1976)
- Intermedi e Canzoni (1986)
- Chiardiluna (1987)
- …promenade (1989)
- animi motus (1994)
- … ça ira! (1996)
- a ’nsunnari… (1998)
- Syncopations (2006)
- "Tang'Jok-Her" (2008)